# Jordspricklav
Jordspricklav (Acarospora argillacea) är en lavart som först beskrevs av Arnold, och fick sitt nu gällande namn av Auguste-Marie Hue. Jordspricklav ingår i släktet spricklavar, och familjen Acarosporaceae. Arten är reproducerande i Sverige.